# 塔澤哈巴德
塔澤哈巴德是伊朗的城市，位於該國西部札格羅斯山脈西部，由克爾曼沙汗省負責管轄，距離首府克爾曼沙赫95公里，海拔高度1,203米，2006年人口7,479。